# Levain panaire
« Levain » redirige ici. Pour l’article homophone, voir Levin.
Pour les articles homonymes, voir Levain (homonymie).
 (juin 2009).
Si vous disposez d'ouvrages ou d'articles de référence ou si vous connaissez des sites web de qualité traitant du thème abordé ici, merci de compléter l'article en donnant les références utiles à sa vérifiabilité et en les liant à la section « Notes et références ».

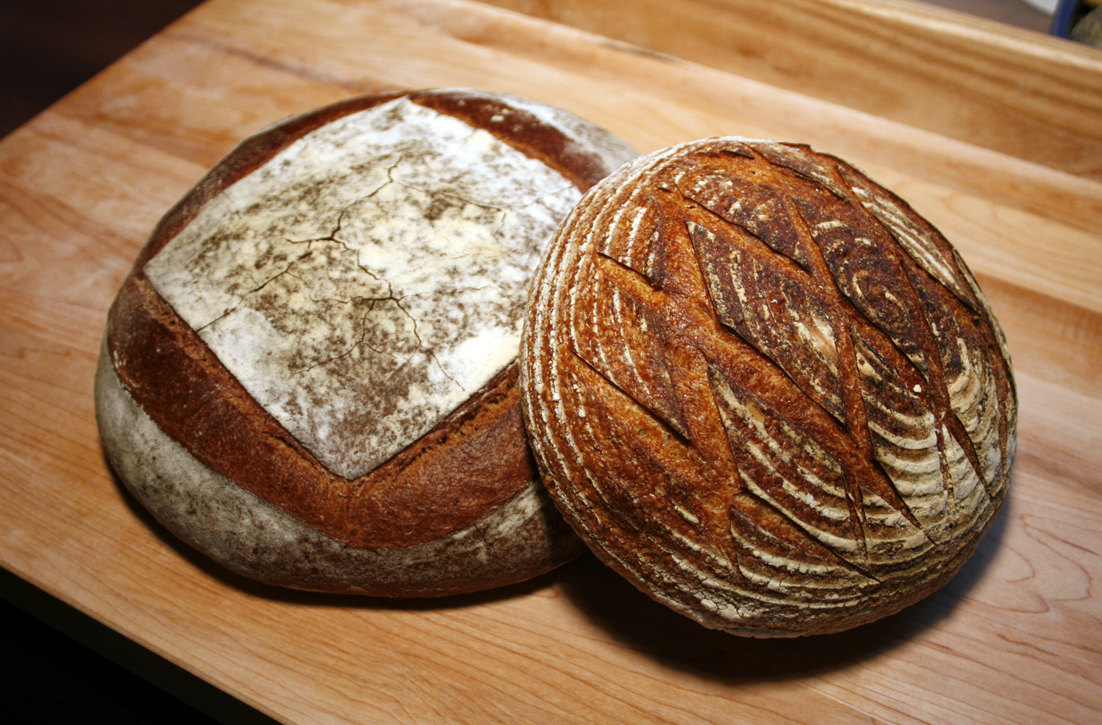
Deux pains au levain.

Le levain panaire est un mélange obtenu par une culture symbiotique de bactéries lactiques (lactobacille) et de levures se développant dans un mélange de farine complète et d'eau. La pâte obtenue sert à la fabrication du pain au levain, auquel il confère son goût spécifique, comparé au pain fermenté par levure. L'acidité particulière que le pain au levain peut présenter est, en effet, due à l'acide lactique et à l'acide acétique produits par les bactéries lactiques (lactofermentation). Cette acidité peut être plus ou moins prononcée selon le mode d'obtention et d'entretien du levain.

## Histoire
Le levain fut la seule méthode pour faire lever le pain pendant longtemps. Il est très difficile de dater la découverte du levain, les premières représentations de celui-ci datent de l'Ancien Empire égyptien. Les Égyptiens et avant eux les Sumériens, fabriquaient conjointement de la bière et du pain.
Son importance et son ancienneté lui donnent une place culturelle éminente, comme l'attestent ses occurrences bibliographiques. Dans ses ouvrages sur le pain, Antoine Parmentier, l'agronome et nutritionniste du XVIIIe siècle siècle, en vante longuement les mérites, méprisant l'usage de plus en plus répandu de la levure.
Ces dernières années, le levain est revenu en grâce, du fait de l'amélioration des procédés de conservation et de la volonté de revenir à des pains plus sains et plus savoureux que les pains à la levure. Des boulangers de renom recommandent de mélanger levure et levain dans des proportions précises afin d'allier les avantages des deux méthodes.

## Composition
La composition des levains, ensemencés naturellement par des levures et des bactéries (souches de levures présentes dans l'air ambiant et bactéries lactiques provenant des céréales), diffère fortement d'un lieu à l'autre. La proportion de lactobacilles par rapport aux levures est en moyenne de 1 %, et plus de 50 lactobacilles et 20 levures différentes ont été décrits. Si en Europe sont  majoritairement employées Saccharomyces cerevisiae, Torulaspora delbrueckii et une sous-espèce de Candida, Candida humilis, la composition des pains en Chine montre une plus grande diversité. En France, Kazachstania unispora est aussi largement présente.

## Avantages et inconvénients
Les avantages et les inconvénients du levain, comparés à la levure de boulanger sont les suivants :

### Avantages du levain
- Meilleure assimilation des minéraux et pain plus digeste. 
Les céréales ainsi que les légumineuses contiennent de l'acide phytique (hexaphosphate d’inositol) présent dans l'ensemble du grain, surtout dans leur enveloppe (péricarpe). Cette molécule permet aux végétaux de garder efficacement les phosphates nécessaires à la croissance des graines après leur germination. Elle s’associe fortement à certains ions minéraux divalents présents dans l’intestin pour former des phytates insolubles. L'acide phytique est considéré comme un facteur antinutritionnel en raison de sa capacité à former des complexes insolubles avec des micronutriments comme le fer, le magnésium, le zinc et le cuivre et ainsi d’en limiter l’absorption intestinale[6].

Sous l'action de la phytase (une enzyme plus active dans le levain), l'acide phytique est détruit. Plus le taux d'extraction[pas clair] d'une farine est élevé, plus sa teneur en acide phytique est importante. Plus un pâton fermente, plus la phytase du levain a le temps de libérer les minéraux de cette association avec l'acide phytique.
En outre, la pâte qui lève sous l'action du levain est un début de fermentation alcoolique, le processus de digestion a donc déjà démarré en dehors du système digestif. Le pain au levain possède moins de sucres fermentescibles (FODMAPs ou "fermentable oligosaccharides, disaccharides, monosaccharides and polyols", sucres à chaine courte mis en cause dans le syndrome de l'intestin irritable) et est plus facile à digérer que le pain à la levure. Un pain au levain est donc, d'un point de vue nutritionnel, plus intéressant qu'un pain réalisé uniquement avec la levure boulangère. Certaines études ont d'ailleurs démontré que le pain au levain ne présente pas d'inconvénients chez certains intolérants au gluten.
- Amélioration des propriétés organoleptiques et gustatives.

- Meilleure tenue du pain à l'humidité.
Le pain au levain absorbe moins l'humidité que le pain à la levure, ce qui le rend moins sensible aux variations d'hygrométrie. La tenue du pain en milieu humide permet de mieux travailler sa texture en restauration, dans les recettes incorporant du pain.[réf. nécessaire]

### Inconvénients du levain
- Le levain est une matière vivante et fragile qu'il faut entretenir et nourrir soigneusement ; lorsqu'il est perdu, il faut plusieurs jours pour préparer un nouveau levain à partir de farine et d'eau et des microorganismes (levures et bactéries) qui s'y développent naturellement.

- Pour la même raison, le levain est très sensible à la qualité de la farine et à celle de l'eau, ainsi qu'aux soins qu'il reçoit (rafraîchissement régulier). Les inévitables variations dans la préparation et dans le maintien du levain modifient la qualité du pain ; le savoir-faire du boulanger est donc important. La gestion de la température (de préparation, de cuisson) est également plus délicate qu'avec une panification par levure.

- Le temps de panification est long, du fait d'une fermentation plus lente.
- Les quantités de levain (200 – 300 g) nécessaires à faire lever la pâte de pain (1 kg) sont plus importantes que celles des levures (10 g) et occupent un plus grand volume de stockage dans l'atelier de boulangerie.

La complexité d'utilisation et la fragilité du levain, ainsi que les prescriptions normatives en matière d'hygiène des aliments, poussent l'industrie boulangère moderne à le délaisser au profit de la levure, malgré les qualités digestives, gustatives et de conservation qu'il confère au pain.[réf. nécessaire]

## Fabrication artisanale

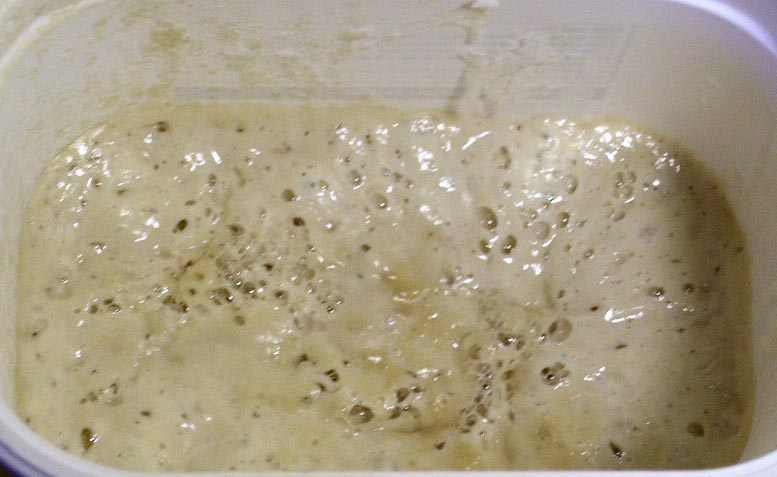
Du levain rafraîchi durant 3 jours

Le principe du levain est de créer un milieu propice à sa fermentation, avec des nutriments (farine, glucide, eau) et des conditions adaptées (ventilation de l'air ambiant et température), pour favoriser le développement et la croissance d'une culture symbiotique bactéries-levures. Pour obtenir une nouvelle souche de levain « spontanée », on utilise les ingrédients suivants :
- farine  –  farine complète (seigle, froment, épeautre, malt…) ;
- eau non chlorée ;
- avec éventuellement un ajout de petites quantités de miel, de sucre, de fruits, de jus de fruit ou de confiture.

La farine intégrale contient le plus de germes "déclenchant". Les farines de seigle sont les plus riches en ferments. L'eau chlorée peut empêcher les micro-organismes de se développer normalement[réf. nécessaire].
Les levains étant produits en milieu de culture, lequel favorise le développement de différents organismes bénéfiques ou non, tous les ingrédients doivent impérativement être exempts de sources parasites et toxiques.

## Usage commercial
Le levain étant un mélange composé de micro-organismes vivants se développant dans un milieu aqueux (pâte ou liquide), son conditionnement et sa conservation sont particulièrement délicats et il est difficile d'en trouver dans le commerce en dehors des levains déshydratés, appelés commercialement "levain fermentescible".
Les levains naturels déshydratés sont additionnés de levure de boulanger pour accélérer la levée de la pâte à pain. En effet, sans ajout de levures, il faut attendre plus de 48 heures (après la réhydratation du levain déshydraté) pour qu'il retrouve son activité. En y ajoutant de la levure, celle-ci prend le dessus sur les micro-organismes du levain. La cinétique des réactions biochimiques de fermentation par les levures étant beaucoup plus rapide que celle du levain, les levures remportent la compétition et il ne reste finalement plus assez de substrat nutritif aux micro-organismes du levain pour être actifs et faire lever la pâte de pain. Il s'agit donc de facto d'une panification à la levure, l'ajout de levain inefficace lors de la préparation du pain permettant de mentionner légalement le levain comme ingrédient dans la composition des produits industriels vendus en grande surface[réf. nécessaire].